# Т̆
Cette page contient des caractères spéciaux ou non latins. S’ils s’affichent mal (▯, ?, etc.), consultez la page d’aide Unicode.
Т̆ (minuscule : т̆), appelé té brève, est une lettre additionnelle de l’alphabet cyrillique utilisée dans l’orthographe d’Ivan Goncharov du tlingit. Elle est composée du té ‹ Т › diacrité d’une brève.

## Utilisations
Ivan Gontcharov a utilisé le té brève ‹ т̆ › dans la transcription du tlingit dans la traduction de Matthieu 6:9-13 en tlingit publiée dans certaines rééditions de La Frégate Pallas.
La norme de romanisation du cyrillique DIN 1460-2 translittère le té brève ‹ т̆ ›, indiquée comme ayant été utilisé en tchouvache, avec la lettre latine t macron souscrit ‹ ṯ ›. Cependant le tchouvache a utilisé le té caron ‹ т̌ › aux XIXe et XXe siècles jusqu’en 1938.

## Représentation informatique
Le té brève peut être représenté avec les caractères Unicode suivants :
- décomposé (cyrillique, diacritiques) :

| formes    | représentations | chaînes de caractères | points de code | descriptions                                     |
| --------- | --------------- | --------------------- | -------------- | ------------------------------------------------ |
| capitale  | Т̄               | Т◌̆                    | U+0422 U+0306  | lettre majuscule cyrillique té diacritique brève |
| minuscule | т̄               | т◌̆                    | U+0442 U+0306  | lettre minuscule cyrillique té diacritique brève |